# Gemünden (Hunsrück)
Gemünden ist eine Ortsgemeinde im Rhein-Hunsrück-Kreis in Rheinland-Pfalz. Sie gehört der Verbandsgemeinde Kirchberg (Hunsrück) an.

## Geographie
Gemünden befindet sich am südwestlichen Rand des Soonwalds, einem Teil des Hunsrücks, der zum Rheinischen Schiefergebirge gehört. Der Ort befindet sich zwischen Kirchberg im Nordwesten und Simmertal im Südosten. In Gemünden mündet der Lametbach in den Simmerbach, der nun als Kellenbach in Richtung der Nahe weiterfließt.
Zum Dorf gehört seit etwa 1909 die nördlich gelegene Siedlung Panzweiler.

## Geschichte
Erstmals wird der Ort 1304 in einer Urkunde erwähnt. Ortsherren waren die Grafen von Sponheim. Im 14. Jahrhundert erlangte Gemünden städtische Rechte mit Befestigung, Gericht und Markt. 1417 erhielt Kurpfalz ein Fünftel von Stadt und Burg Gemünden. 1437 gelangten die Sponheimer Anteile jeweils zur Hälfte an die Grafen von Veldenz und Baden. Der Veldenzer Anteil gelangte an die Linie Pfalz-Simmern, der Badische Anteil war Ende des 15. Jahrhunderts auch in den Händen der Pfalzgrafen. 1514 kaufte Friedrich Schenk von Schmidtburg den Ort und die Stadt. Mit der Besetzung des linken Rheinufers 1794 durch französische Revolutionstruppen wurde der Ort französisch, 1815 wurde er auf dem Wiener Kongress dem Königreich Preußen zugeordnet. Seit 1946 ist der Ort Teil des damals neu gebildeten Landes Rheinland-Pfalz.

### Jüdische Gemeinde
Unter dem Schutz der Schenken von Schmidtburg lebten seit etwa dem Jahre 1700 Juden in Gemünden. Im 19. Jahrhundert waren bis zu einem Fünftel der Einwohner jüdischen Glaubens. Die jüdische Gemeinde verfügte über eine Synagoge, eine Schule, ein rituelles Bad und einen Friedhof, der heute unter Denkmalschutz steht. Das gesellschaftliche Leben war durch verschiedene Vereine geprägt. „Auf Grund des hohen jüdischen Bevölkerungsanteil galt Gemünden in der Umgebung als ‚Klein-Nazareth‘ oder ‚Klein-Jerusalem‘. Die jüdischen Familien verdienten ihren Lebensunterhalt überwiegend als Vieh- und als Kleinhändler. Seit der zweiten Hälfte des 19. Jahrhunderts hatten mehrere von ihnen Geschäfte und Handlungen am Ort eröffnet.“
Bereits lange vor der nationalsozialistischen Machtergreifung kam es in Gemünden zu judenfeindlichen Auseinandersetzungen, wie ein Artikel in der Jüdisch-liberalen Zeitung vom 14. September 1928 belegt: „Gemünden. (Versuchte Synagogenstürmung). In Gemünden (Hunsrück) kam es bei einer nationalsozialistischen Veranstaltung, bei der der völkische Landtagsabgeordnete Dr. Ley – Köln sprach, zu blutigen Zusammenstößen zwischen Hitler-Leuten und Kommunisten. Da die Ortspolizeibehörde keine Vorkehrungen getroffen hatte, versuchten einige Hakenkreuzler, die Synagoge zu stürmen. Das Städtchen Gemünden ist seit einiger Zeit Tummelplatz der Hitler-Rowdies. Nach diesen Vorkommnissen hat sich die Synagogen-Gemeinde an das Ministerium in Berlin mit der Bitte um Schutz gewandt.“
1933 wurden in Gemünden noch 61 jüdische Einwohner gezählt. In den folgenden Jahren ist ein Teil der jüdischen Gemeindeglieder auf Grund der Folgen des wirtschaftlichen Boykotts, der zunehmenden Entrechtung und der Repressalien weggezogen beziehungsweise ausgewandert, vor allem nach Frankreich und nach Nordamerika, nur in einem Fall nach Palästina. Bis 1938 hatten etwa zwei Drittel der jüdischen Einwohner den Ort verlassen. Beim Novemberpogrom 1938 wurde die Synagoge geschändet und verwüstet, schließlich in Brand gesetzt. Die Brandruine wurde später abgebrochen. Die in Gemünden verbliebenen Juden wurden bis 1943 in die Vernichtungslager deportiert, wobei mindestens 22 Personen dem Holocaust zum Opfer gefallen sind.
Bei einer Bürgerbefragung am Tag der rheinland-pfälzischen Landtagswahl im März 2016 votierte eine Mehrheit der teilnehmenden Gemündener gegen die Verlegung von Stolpersteinen. Die Anregung zur Verlegung von Stolpersteinen war von der Fraktion „Bürger für Gemünden“ ausgegangen. Die CDU-Fraktion hatte hingegen schon 2003 einen Gedenkstein am jüdischen Friedhof zur Erinnerung an jüdische Mitbürger favorisiert.

## Politik

### Gemeinderat
Der Gemeinderat in Gemünden besteht aus 16 Ratsmitgliedern, die bei der Kommunalwahl am 9. Juni 2024 in einer Mehrheitswahl gewählt wurden, und der ehrenamtlichen Ortsbürgermeisterin als Vorsitzender. Bis 2019 wurde in einer personalisierten Verhältniswahl gewählt, da mehrere Listen zur Wahl standen.
Die Sitzverteilung im Gemeinderat:
| Wahl | SPD               | CDU               | FWG               | BfG               | Gesamt   |
| ---- | ----------------- | ----------------- | ----------------- | ----------------- | -------- |
| 2024 | per Mehrheitswahl | per Mehrheitswahl | per Mehrheitswahl | per Mehrheitswahl | 16 Sitze |
| 2019 | –                 | 6                 | 5                 | 5                 | 16 Sitze |
| 2014 | –                 | 4                 | 6                 | 6                 | 16 Sitze |
| 2009 | 3                 | 4                 | 5                 | 4                 | 16 Sitze |
| 2004 | 4                 | 6                 | 6                 | –                 | 16 Sitze |

- FWG = FWG Gemünden e. V.
- BfG = Bürger für Gemünden e. V.

### Bürgermeister
Elke Roos wurde am 1. Juli 2024 Ortsbürgermeisterin von Gemünden. Bei der Direktwahl am 9. Juni 2024 war sie als einzige Bewerberin mit einem Stimmenanteil von 74,0 % gewählt worden.
Die Vorgängerin von Elke Roos, Agnes Chudy-Endres (CDU), hatte das Amt nach der Kommunalwahl am 26. Mai 2019 von Dieter Kaiser übernommen.

### Wappen
| Wappen von Gemünden | Blasonierung: „Geteilt; oben von Blau und Gold geschacht, unten in Rot eine silberne Gewandschließe.“                                                                                  |
| Wappen von Gemünden | Wappenbegründung: Die obere Schildhälfte verweist auf die ehemalige Zugehörigkeit zur vorderen Grafschaft Sponheim, die untere Schildhälfte nimmt Bezug zu den Schenk von Schmidtburg. |

## Kultur und Sehenswürdigkeiten

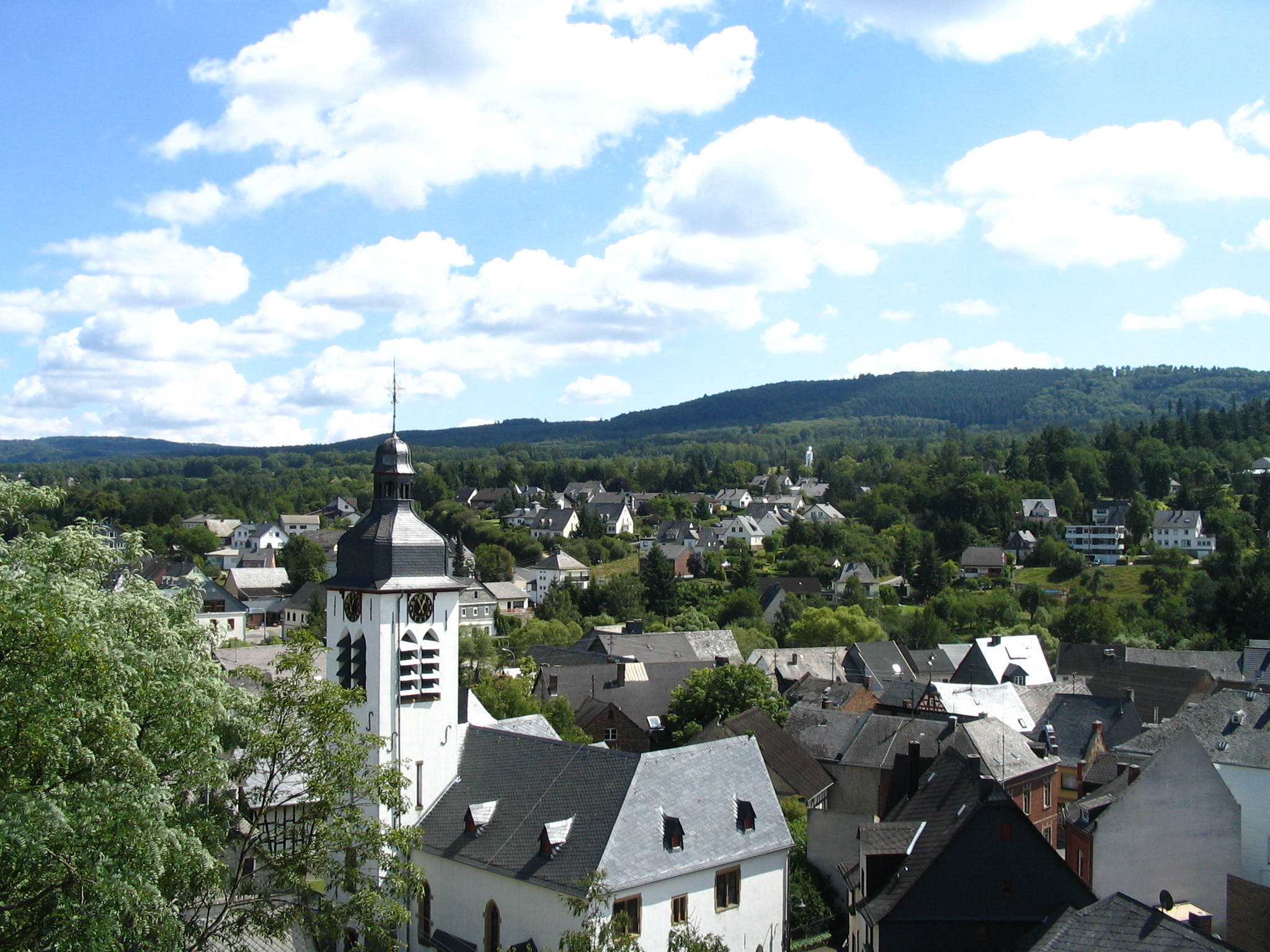
Blick vom Schloss in Richtung Soonwald

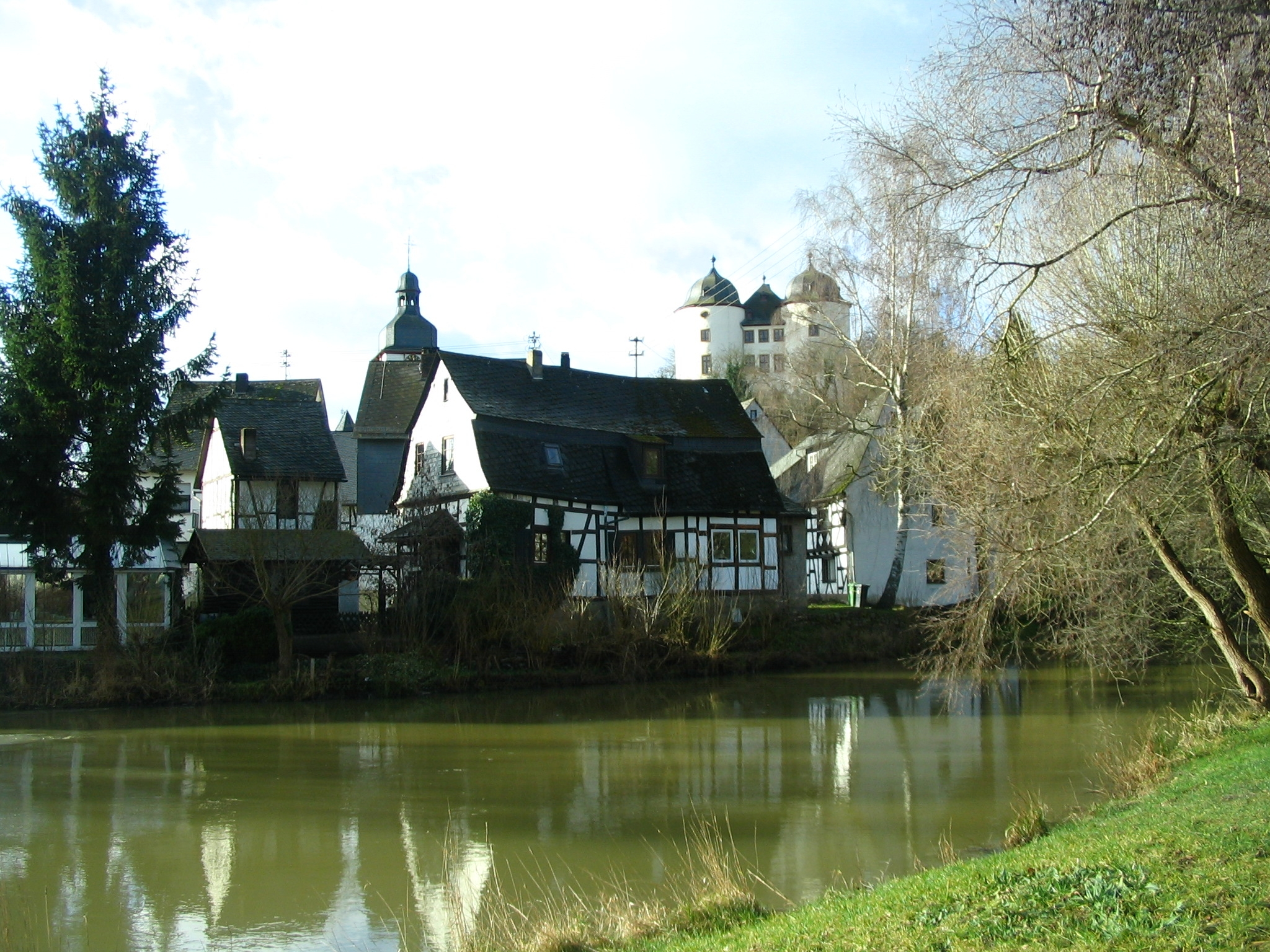
Simmerbach und Schloss Gemünden

Gemünden wird wegen seines historischen Ortskerns und seiner exponierten Tallage von Einheimischen auch „Perle des Hunsrücks“ genannt. Oberhalb des Simmerbaches steht das Schloss Gemünden auf einem Bergrücken. Gut zwei Kilometer südlich von Gemünden liegt auf einer 555 Meter hohen Bergkuppe des Soonwaldes, der Koppensteiner Höhe, die Ruine der Burg Koppenstein, fünf Kilometer östlich davon der Alteburgturm. Südwestlich von Gemünden erhebt sich der Lützelsoon.

### Tourismus
Ein 4 km langer geologischer Lehrpfad beginnt und endet in Gemünden, 23 Gesteinsgruppen des Hunsrück-Nahe Raumes werden gezeigt und auf Schautafeln erläutert. Dabei tangiert der Lehrpfad die 1873 erschlossene Kaisergrube, wo bis 1969 Schiefer abgebaut wurde. Der Schieferbergbau begann in Gemünden Anfang des 19. Jahrhunderts. Im Jahresdurchschnitt wurden in Gemünden 600 Tonnen Schiefer gefördert und weiterverarbeitet, bis zu 35 Bergleute fanden in den Gruben Arbeit.
Gemünden ist Ausgangspunkt des Schinderhannes-Soonwald-Radwegs nach Simmern.

### Museen
Die Hunsrücker Motorroller- und Kleinwagensammlung ist eine Ausstellung von alten Kraftfahrzeugen. Neben 57 Motorrollern und 11 Autos sind 3 Mopeds, 2 Traktoren und 10 Motoren ausgestellt.

### Regelmäßige Veranstaltungen
Nach alter Tradition ist der Kirmestermin am letzten Wochenende im Juli und das Feuerwehrfest am letzten Augustwochenende festgelegt. Die Fasnacht wird mit Straßenumzügen, Kappensitzungen und Kinderveranstaltungen intensiv gefeiert.

## Persönlichkeiten

### In Gemünden geboren
- Heinrich Knebel (1801–1859), Schulleiter in Simmern und Pfarrer in Ravengiersburg, Lehrer und Direktor verschiedener Rheinischer Gymnasien
- Louis Wirth, eigentlich Ludwig Wirth, (1897–1952), Soziologe
- Georg Walter Diener (1891–1987), Germanist, Historiker, Volkskundler und Lehrer
- Julius Baruch (1892–1945), Ringer und Europameister im Gewichtheben
- Josef Grohé (1902–1987), NSDAP-Gauleiter des Gau Köln-Aachen
- Otto Wirth (1905–1991), Kulturwissenschaftler an der Roosevelt University in Chicago
- Felix Stilz (1928–2017), Steuerberater, für sein ehrenamtliches Engagement mit dem Bundesverdienstkreuz 1. Klasse ausgezeichnet
- Dieter Finzel (1940–2019), Präsident/Ehrenpräsident der Rechtsanwaltskammer Hamm, Bundesverdienstkreuz am Bande

### Mit Gemünden verbunden
- Volker Boch (* 1976), Journalist, Landrat
- Carsten Braun (* 1978), Komponist